# Еманюел Роблес
Еманюел Роблес (на френски: Emmanuel Roblès) е френски журналист, драматург и писател, автор на произведения в жанровете съвременен роман, пътепис и драма. Той е сред много влиятелните „пие ноар“ на своето време.

## Биография и творчество
Роден е на 4 май 1914 г. в Оран, Алжир, в семейство от испански произход от работническата класа. Баща му е зидар, а майка му перачка. Баща му умира преди раждането му и той отраства с майка си и баба си, което оказва влияние върху бъдещето му творчество. Завършва гимназия и отбива военната си служба в Блида.
Пътува много, като посещава няколко европейски страни през 1934 г., Индокитай и Южен Китай през 1935 г. През 1937 г. се среща и се сприятелява с писателя Албер Камю, а после се свързва с групата млади писатели около издателя Едмонд Шарло.
През 1938 г. е публикуван първият му роман „L'Action“. Той е сред първите, които правят преводи на Федерико Гарсия Лорка. Постъпва във Факултета по изкуства и следва испанска филология.
През 1939 г. се жени за състудентката си Полет Пуяд. През 1942 г. им се ражда син – Павел, който умира през 1958 г.
Втората световна война прекъсва следването му и той е мобилизиран като преводач и военен кореспондент във Военновъздушните сили в Корсика, Сардиния, Южна Италия. Участва в бомбардировките над Северна Италия и Адриатическото крайбрежие, стига до Германия. Има няколко злополуки със самолети и е ранен в ръката. Демобилизиран е през април 1946 г. в Париж, където сътрудничи на различни вестници на военна тема.
През 1947 г. се завръща в Алжир и основава литературното списание „Форже“. Води и програма по Радио Алжир. Същата година, впечатлен от събитията от май 1945 г. в Алжир, написва романа „Височините на града“, който е публикуван през 1948 г. Романът е удостоен с наградата „Фемина“.
През 1948 г. публикува пиесата си „Монсерат“ за гражданската война във Венецуела, която става световноизвестна и е преведена на над 30 езика. Играна е и в България. Има многобройни екранизации и театрални постановки.
Заедно с литературното си творчество той продължава да пътува много (Мексико, Япония и др.), а впечатленията си отразява в пътеписи, романи (Les Couteaux) и разкази (L'Homme d'Avril).
През 1952 г. е издаден романът му „Нарича се зора“, екранизиран през 1956 г. от Луис Бунюел в едноименния филм с участието на Джордж Маршал и Лучия Бозе.
През 1956 г. участва в комисията по гражданското примирие в Алжир, а през 1958 г. напуска Алжир и се установява в Париж.
Избран е за член на Академията Гонкур през 1973 г.
Еманюел Роблес умира на 22 февруари 1995 г. в Булон Биянкур.
През 1990 г. на негово име е учредена награда за дебютен роман.

## Произведения

### Самостоятелни романи
- L'Action (1938)
- La Vallée du paradis (1941)
- Travail d'homme (1942) – голямата литературна награда на Алжир
- Les Hauteurs de la ville (1948) – награда „Фемина“
Височините на града, изд.: „Народна култура“, София (1963), прев. Николай Радулов
- Cela s'appelle l'aurore (1952)
Нарича се зора, изд.: „Народна култура“, София (1991), прев. Мариана Панова, Александър Морозов
- Federica (1954)
- Les Couteaux (1956)
- Le Vésuve (1961)
Везувий, изд.: НС „ОФ“, София (1964), прев. Дора Попова
- La Remontée du fleuve (1962)
- Plaidoyer pour un rebelle (1966)
- La Croisière (1968)
Сянката и брегът, изд.: „Георги Бакалов“, София (1980), прев. Денка Дамянова
- Un printemps d'Italie (1970)
Италианска пролет, изд.: ИК „Христо Г. Данов“, Пловдив (1976), прев. Никола Колев
- Saison violente (1974)
Гневен сезон, изд.: „Отечество“, София (1980), прев. Никола Колев
- Un amour sans fin (1976)
- Les Sirènes (1977)
Сирените, изд.: „Народна култура“, София (1985), прев. Ани Радева
- L'Arbre invisible (1979)
- Venise en hiver (1981)
Зимна Венеция, изд.: ИК „Христо Г. Данов“, Пловдив (1983, 1984), прев. Никола Колев
Венеция през зимата, изд.: ИК „Унискорп“, София (2015), прев. Никола Колев
- La Chasse à la licorne (1985)
Лов на еднорог, изд.: „Народна култура“, София (1991), прев. Мариана Панова, Александър Морозов
- Norma, ou L'Exil infini (1988)
- L'Herbe des ruines (1992)

### Поезия
- Cristal des jours (1990)

### Пиеси
- Île déserte (1941)
- Interlude (1941)
- Montserrat (1948)
- La vérité est morte (1952)
- L'Horloge (1958)
- Porfirio (1958)
- Plaidoyer pour un rebelle (1965)
- Un Château en novembre (1984)
- La Fenêtre (1987)
- Mer libre (1985)
- Les Yaquils (1991)
- Lanterne magique (1994)

### Сборници
- Nuits sur le monde (1944) – впечатления от неговите пътувания
- La Mort en face (1951)
- L'Homme d'Avril (1959) – разкази за Япония
- L'Ombre et la rive (1972)
Сянката и брегът, изд.: „Георги Бакалов“, София (1980), прев. Денка Дамянова
- Les Rives du fleuve bleu (1990)
- Erica (1994)
- Malika et autres nouvelles d'Algérie (2014)

### Документалистика
- Jeunes saisons (1961)

### Екранизации
- 1949 Tonight on Broadway – ТВ сериал, 1 епизод, по „Montserrat“
- 1952 Grande Teatro Tupi – ТВ сериал, 1 епизод, по „Massacre“
- 1953 TV de Vanguarda – ТВ сериал, 1 епизод, по „Massacre“
- 1954 Montserrat – ТВ филм – по пиесата
- 1955 First Performance – ТВ сериал, 1 епизод, по „Montserrat“
- 1955 Това се нарича зора, Cela s'appelle l'aurore – по романа, реж. Луис Бунюел
- 1957 Montserrat – ТВ филм
- 1958 ITV Play of the Week – ТВ сериал, 1 епизод, по „Montserrat“
- 1960 Montserrat – ТВ филм
- 1962 Le rossignol de Kabylie – разказ
- 1962 Montserrat – ТВ филм
- 1963 Montserrat, taipumaton – ТВ филм
- 1965 Plädoyer für einen Rebellen – ТВ филм
- 1967 Чужденецът, L'Étranger – автор и съсценарист, реж. Лукино Висконти
- 1971 Montserrat – ТВ филм
- 1973 La mort en face – ТВ филм
- 1974 Le juge et son bourreau – ТВ филм
- 1975 Monserrate – ТВ филм
- 1975 Frontières – ТВ филм
- 1977 Özgürlügün bedeli – ТВ филм, по пиесата „Montserrat“
- 1980 La fortune des Rougon – ТВ минисериал
- 1982 Венеция през зимата – ТВ филм
- 2004 Une autre vie – ТВ филм, по романа „Cela s'appelle l'aurore“